# Titularerzbistum Synnada in Phrygia
Synnada in Phrygia (it.: Sinnada di Frigia) ist ein Titularerzbistum der römisch-katholischen Kirche.
Es geht zurück auf ein untergegangenes Erzbistum in der antiken Stadt Synnada (heute Şuhut) in der kleinasiatischen Landschaft und spätantiken römischen Provinz Phrygien.
| Titularerzbischöfe von Synnada in Phrygia |                               |                                                |                   |                   |
| Nr.                                       | Name                          | Amt                                            | von               | bis               |
| 1                                         | Pedro Rafael Gonzáles Calixto | Koadjutorerzbischof von Quito (Ecuador)        | 15. Juni 1893     | August 1893       |
| 2                                         | Henri-Victor Altmayer OP      | Apostolischer Delegat                          | 28. August 1902   | 13. November 1930 |
| 3                                         | José Belisario Santistevan    | Bischof von Santa Cruz de la Sierra (Bolivien) | 22. November 1930 | 30. März 1931     |
| 4                                         | Giacomo Ghio                  | emeritierter Erzbischof von Urbino (Italien)   | 20. Oktober 1931  | 4. November 1935  |
| 5                                         | Ildebrando Antoniutti         | Apostolischer Delegat/ Apostolischer Nuntius   | 19. Mai 1936      | 19. März 1962     |
| 6                                         | Marcel-François Lefebvre CSSp | Generalsuperior der Spiritaner                 | 11. August 1962   | 10. Dezember 1970 |